# عددنویسی مصری
عددنویسی مصری دستگاه شمارش دهدهی‌ بود که با هیروگلیف مصری نوشته می‌شد و در بازهٔ زمانی ۳۰۰۰ پیش از میلاد تا آغاز هزارهٔ یکم میلادی در مصر باستان به کار می‌رفت.

## عددنویسه‌ها
این دستگاه از شش نماد که در جدول زیر نشان داده شده استفاده می‌کرده است:
| Z1 |

| Z1 |

| V20 |

| V20 |

| V1 |

| V1 |

| M12 |

| M12 |

| D50 |

| D50 |

| I8 |

| I8 |

| I7 |

| I7 |

| C11 |

| C11 |

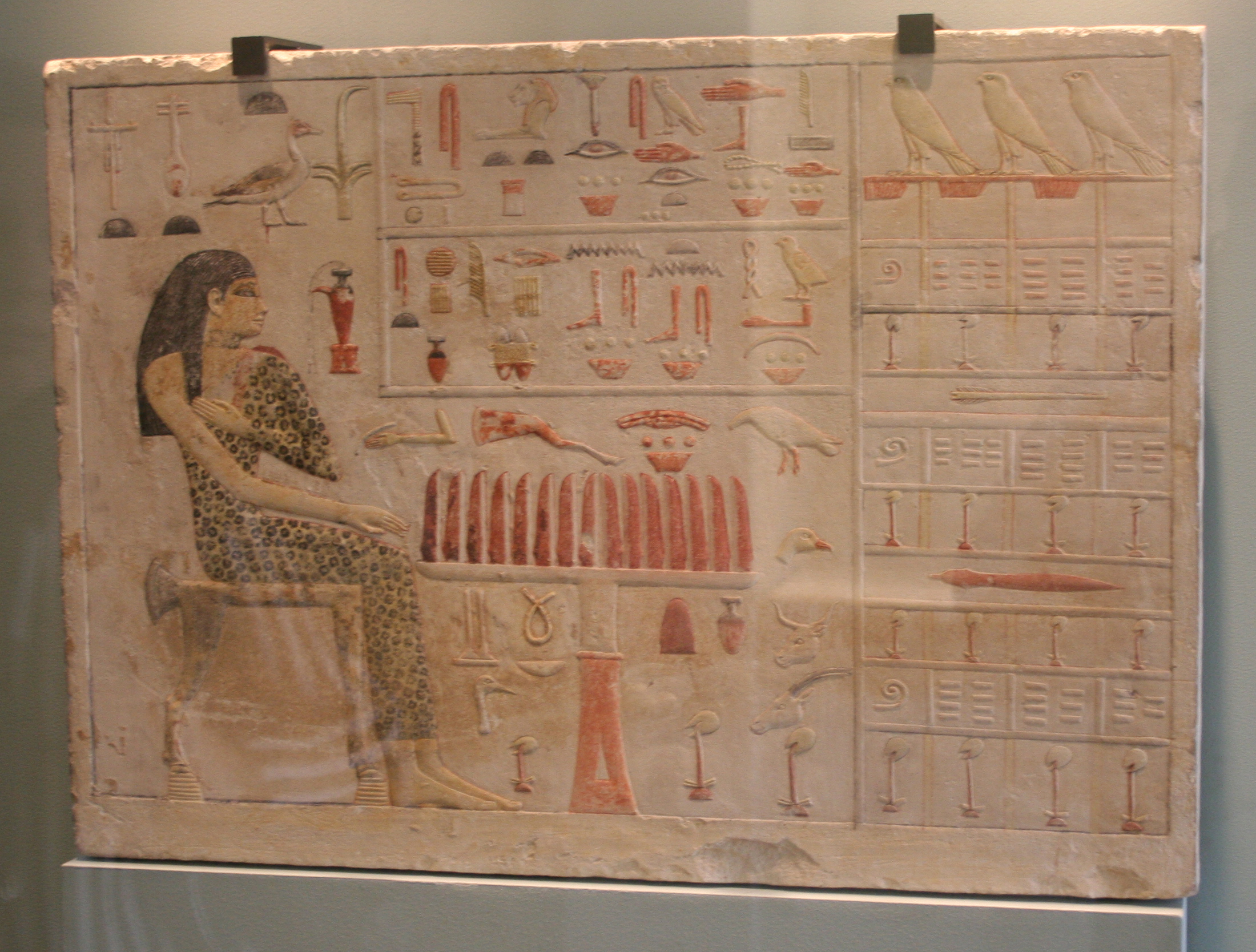
لوح سنگی مربوط به پرنسس نفرتیابت در لوور (به سمت راست تصویر توجه شود)

برای نوشتن یک عدد، این نمادها آنقدر پشت سر هم تکرار می‌شدند که از جمع آن‌ها عدد موردنظر به دست آید. مثلاً عدد ۱۵۲٬۱۲۳ (= ‎۱۰۰٬۰۰۰+۵۰٬۰۰۰+۲٬۰۰۰+۱۰۰+۲۰+۳) — اگر نوشته چپ‌به‌راست می‌بود — به این صورت نمایش داده می‌شد:
| I8 | D50 | D50 | D50 | D50 | D50 | M12 | M12 | V1 | V20 · V20 · Z1 · Z1 · Z1 |

| I8 | D50 | D50 | D50 | D50 | D50 | M12 | M12 | V1 | V20 · V20 · Z1 · Z1 · Z1 |

نمادهای کوچک‌تر (نمادهای اعداد یک، ده و صد) معمولاً به صورت گروهی رسم می‌شدند و ترتیب رسم نمادها، از نماد با ارزش عددی بیشتر به کمتر بوده‌است، چنان که پیشتر رسم شد.
برای اعداد بزرگ‌تر از ده‌هزار، گاه از روشی دیگر استفاده می‌شده‌است بدین طریق که مقدار عددی هر نماد بالایی در مجموع مقادیر عددی نمادهای پایین آن ضرب می‌شده‌است. برای نمونه، عدد ۴۷۰٬۰۰۰ (= ‎۴ × ۱۰۰٬۰۰۰ + ۷ × ۱۰٬۰۰۰) به این صورت نمایش داده می‌شود:
| I8 · Z1 · Z1 · Z1 · Z1 | D50 · Z1 · Z1 · Z1 · Z1 · Z1 · Z1 · Z1 |

| I8 · Z1 · Z1 · Z1 · Z1 | D50 · Z1 · Z1 · Z1 · Z1 · Z1 · Z1 · Z1 |

برای یک‌میلیون نیز نماد جداگانه وجود داشت ولی مصریان دوران میانه از آن بیشتر برای نمایش عددی تعریف‌نشده استفاده می‌کردند و برای نوشتن یک‌میلیون و اعداد بزرگ‌تر از آن، گاه از روش ذکرشده در بالا نیز استفاده می‌شد.
برای صفر نمادی وجود نداشت و برایش فضای خالی قرار داده می‌شد.

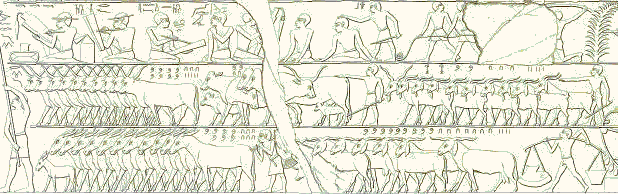
تصویر صحنه‌ای از شمارش چارپایان (به اعداد بالای هر دسته توجه شود). در ردیف وسط سمت چپ، ۸۳۵ گاو شاخدار و پشت سر آنان ۲۲۰ چهارپا دیده می‌شوند و در راست، ۲۲۳۵ بز. در ردیف پایین سمت چپ ۷۶۰ الاغ و ۹۷۴ بز در سمت راست رسم شده‌اند.

## اعداد کسری
شکل دهان که در هیروگلیف به معنی بخش (part) است، برای نمایش کسر (با صورت کسر یک) استفاده می‌شد. برای کسرهای یک‌دوم و دوسوم و سه‌چهارم نماد خاصی وجود داشت که در جدول زیر آمده‌است.
| Aa13 |

| Aa13 |

| r · Z2 |

| r · Z2 |

| D22 |

| D22 |

| D23 |

| D23 |

| r · Z1 · Z1 · Z1 · Z1 |

| r · Z1 · Z1 · Z1 · Z1 |

| r · Z1 · Z1 · Z1 · Z1 · Z1 |

| r · Z1 · Z1 · Z1 · Z1 · Z1 |

اگر صورت کسر بیش از یک می‌بود، به صورت جمع چند کسر با صورت ۱ در نظر گرفته می‌شد. مثلاً ۴/۷ به صورت ۱/۲ + ۱/۱۴ در نظر گرفته و نوشته می‌شد (و نه به صورت مجموع چهار ۱/۷).

## اعداد کاردینال
در زبان مصری باستان نیز همچون زبان‌های امروزی برای هر عدد نامی وجود داشت، لیک هنگام نوشتن، بیشتر از عددنویسه‌ها استفاده می‌شد تا نام آن‌ها، جز عدد یک.
| به مصری                                                 | به فارسی | به قبطی      |
| ------------------------------------------------------- | -------- | ------------ |
| *wiʻyaw ‹ wꜥ.w *wiʻīyat ‹ wꜥ.t                          | یک       | oua ouei     |
| *sínway ‹ sn.wy *síntay ‹ sn.ty                         | دو       | snau snte    |
| *ḫámtaw ‹ ḫmt.w *ḫámtat ‹ ḫmt.t                         | سه       | šomnt šomte  |
| *yAfdáw ‹ ỉfd.w *yAfdát ‹ ỉfd.t                         | چهار     | ftoou ftoe   |
| *dīyaw ‹ dỉ.w *dīyat ‹ dỉ.t                             | پنج      | tiou tie     |
| *yAssáw ‹ sỉs.w یا ỉs.w (?) *yAssát ‹ sỉs.t یا ỉs.t (?) | شش       | soou soe     |
| *sáfḫaw ‹ sfḫ.w *sáfḫat ‹ sfḫt                          | هفت      | šašf šašfe   |
| *ḫAmānaw ‹ ḫmnw *ḫAmānat ‹ ḫmnt                         | هشت      | šmoun šmoune |
| *pAsīḏaw ‹ psḏw *pAsīḏat ‹ psḏt                         | نه       | psis psite   |
| *mūḏaw ‹ mḏw *mūḏat ‹ mḏt                               | ده       | mēt mēte     |
| *ḏubāʻatay ‹ ḏbꜥ.ty                                     | بیست     | jōt jōti     |
| *máʻbAʼ ‹ mꜥbꜣ *máʻbAʼat ‹ mꜥbꜣ.t                       | سی       | maab maabe   |
| *ḥAmí (?) ‹ ḥm.w                                        | چهل      | xme          |
| *díywu ‹ dy.w                                           | پنجاه    | taeiou       |
| *yAssáwyu ‹ sỉsy.w یا ỉswy.w (?)                        | شصت      | se           |
| *safḫáwyu ‹ sfḫy.w                                      | هفتاد    | šfe          |
| *ḫamanáwyu ‹ ḫmny.w                                     | هشتاد    | xmene        |
| *pAsiḏawyu ‹ psḏy.w                                     | نود      | pstaiou      |
| *šáwat ‹ š.t                                            | صد       | še           |
| *šūtay ‹ š.ty                                           | دویست    | šēt          |
| *ḫaʼ ‹ ḫꜣ                                               | هزار     | šo           |
| *ḏubaʻ ‹ ḏbꜣ                                            | ده‌هزار   | tba          |
| ‹ hfn                                                   | صدهزار   |              |
| *ḥaḥ ‹ ḥḥ                                               | یک‌میلیون | xax          |
| پی‌نوشت: بالایی مذکر و پایینی مؤنث است.                  |          |              |

برای اعدادی که در جدول ذکر نشده‌ است، نام عدد از کنار هم قرارگرفتن نام هر جزء (یکان و دهگان و الخ) از آن به دست می‌آید، مثل زبان انگلیسی، ولی تفاوت‌هایی هم دارند.
== اعداد ترتیبی ==1401